# Związek Nauczycielstwa Polskiego

ZNP-Logo

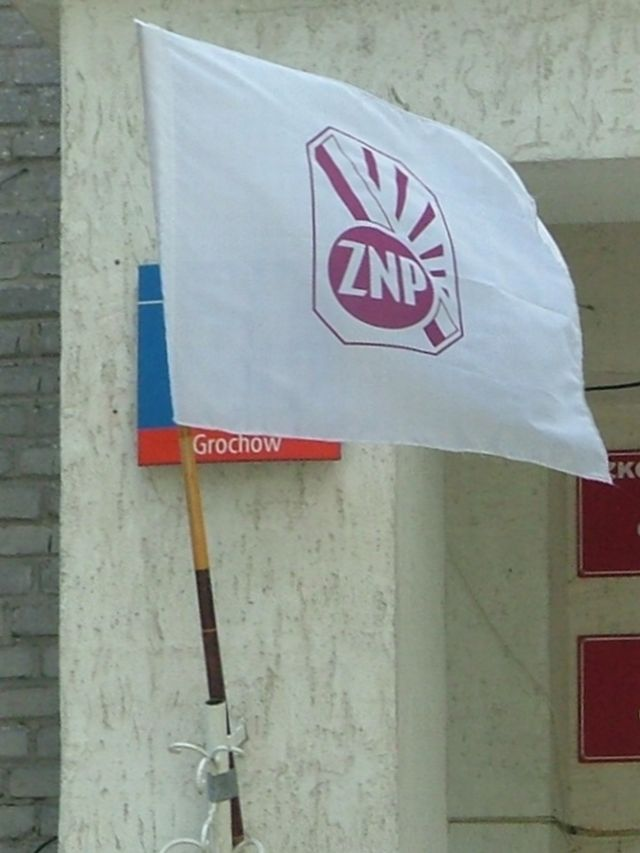

Die Związek Nauczycielstwa Polskiego (ZNP) ist die Gewerkschaft der polnischen Lehrerschaft mit 327.000 Mitgliedern.

## Geschichte
Am 1. Oktober 1905 wurde auf einem Lehrerkongress in Pilaszkowa der Verband der Volkslehrer (Związek Nauczycieli Ludowych) gegründet, dem bald 1000 Lehrer beitraten. Wer eintreten wollte, musste sich verpflichten, (im dreigeteilten Polen) die polnische Sprache sowie die Kinder im polnischen Geiste zu unterrichten. Daher war der ZNL Repressalien der Mächte ausgesetzt, die Polen damals unter sich aufgeteilt hatten. Ein Teil verlor seine Arbeit. Manche mussten nach Galizien flüchten.
Am 9. Dezember 1905 ist unter dem Namen Polski Związek Nauczycielski (PZN, Polnischer Lehrerverband) eine zweite Lehrerorganisation entstanden, welche die verfolgten ZNL-Mitglieder aufnahm. Am gleichen Tag entstand die Stowarzyszenie Nauczycielstwa Polskiego  (Gesellschaft der polnischen Lehrerschaft, SNP), die hauptsächlich Lehrer privater Mittelschulen vereinte.
Am 28. Dezember 1905 wurde in Krakau der Krajowy Związek Nauczycielstwa Ludowego in Galizien (Landesverband der Volkslehrer) geschaffen, der Lehrer vereinte, die in verschiedenen Schultypen in den von Österreich vereinnahmten Gebieten lehrten.
Der Zusammenschluss von PZN und SNP zum Zrzeszenie Nauczycielstwa Polskiego erfolgte am 2. Januar 1917. Im Juni 1917 erschien erstmals die „Głos Nauczycielski“ (wörtlich Lehrer-Stimme) als Organ des Zrzeszenie Nauczycielstwa Polskiego, heute des ZNP.
Beim Treffen von Lehrern aus Großpolen und Pommern in Posen am 28. Dezember 1918 erfolgte die Gründung des Verbandes Związek Dzielnicowy Stowarzyszeń Nauczycieli Polaków auf den von Preußen besetzten Gebieten mit Sitz in Posen.
Im Januar 1919 entstand die Gewerkschaft der polnischen Lehrerschaft von Mittelschulen (Związek Zawodowy Nauczycielstwa Polskich Szkół Średnich, ZZNPSŚ), dem folgte im April 1919 die Gründung des Verbandes der polnischen Lehrerschaft an allgemeinen Schulen (Związek Polskiego Nauczycielstwa Szkół Powszechnych, ZPNSP) aus dem Zusammenschluss von Zrzeszenie Nauczycielstwa Polskich Szkół Początkowych und Związek Nauczycielstwa Ludowego in Galicien. Der ZPNSP vertrat linke Ansichten.
Die Gesellschaft der christlich-nationalen Lehrerschaft der allgemeinen Schulen (Stowarzyszenie Chrześcijańsko-Narodowe Nauczycielstwa Szkół Powszechnych, SCNNSP) entstand im Januar 1921 aus dem Zusammenschluss von Związek Dzielnicowy Stowarzyszeń Nauczycieli Polaków in Posen, Polskie Towarzystwo Pedagogiczne in Lwów, Polskie Towarzystwo Nauczycielstwa Lwowskiego und Związek Nauczycielek in Przemyśl. Sie vertrat nationale und ND-Ansichten.
Im Juli 1930 vereinigten sich ZZNPSŚ und ZPNSP auf einem gemeinsamen Kongress in Krakau zum bis heute bestehenden Związek Nauczycielstwa Polskiego. 1935 verabschiedete man das Statut des ZNP.
Eime im Jahr 1936 von Wanda Wasilewska herausgegebene sowjetfreundliche Ausgabe der ZNP-Zeitschrift löste in der Verbandsspitze scharfe Kritik aus.
Im Zweiten Weltkrieg wurde der ZNP, wie alle polnischen Organisationen, von den deutschen Besatzern verboten, agierte aber ab Oktober 1939 unter dem Namen Tajna Organizacja Nauczycielska (TON, Geheimer Lehrerverband) im Untergrund, wo er unter Lebensgefahr bis Kriegsende illegale Schulungen organisierte. Nach dem Krieg am 28. März 1945 beschlossen die ZNP-Kreisvorsitzenden auf einer Konferenz die Fortsetzung der ZNP-Arbeit.
Mit dem Ausrufen des Kriegsrechts am 13. Dezember 1981 wurden erneut alle Gewerkschaften verboten.
Am 5. August 1983 wurde das ZNP-Statut beim Woiwodschaftsgericht in Warschau eingetragen und der ZNP setzte seine Arbeit fort.

## Vorsitzende
- Sławomir Broniarz – Vorsitzender
- Krzysztof Baszczyński – Vizevorsitzender
- Jarosław Czarnowski – Vizevorsitzender